# Jacob Dudman
Jacob Stanley Dudman (Surrey, 22 de agosto de 1997) é um ator britânico. Ele é conhecido por seu papel como Sam Harvey na série Fate: The Winx Saga.

## Biografia
Dudman nasceu em 22 de agosto de 1997 em Surrey. Ele frequentou a St Aidan's Church of England High School e também estudou Produção de Cinema no London College of Communication, uma filial da Universidade das Artes de Londres.

## Vida privada
O padrinho de Dudman é o ator Paul Blackthorne.

## Filmografia
| Ano       | Título                                 | Personagem                               | Notas                                                           |
| --------- | -------------------------------------- | ---------------------------------------- | --------------------------------------------------------------- |
| 2017      | The Great Curator                      | O Décimo primeiro Doutor/O Décimo Doutor | Filme curto                                                     |
| 2017      | Behind the Scenes at Doctor Who        | Apresentador                             | Filme curto                                                     |
| 2017      | Red Jumper                             | Michael                                  | Filme curto                                                     |
| 2017      | Save the Rhino Vietnam                 | Ele mesmo                                | Filme curto                                                     |
| 2018      | The A List                             | Dev                                      | Temporada 1                                                     |
| 2018      | The Solo Jedi                          | Han Solo                                 | Filme curto                                                     |
| 2019      | Medici: Masters of Florence            | Giulio de' Medici                        | Temporada 3                                                     |
| 2020      | The Stranger                           | Thomas Price                             | 8 episódios                                                     |
| 2021–2022 | Fate: The Winx Saga                    | Sam Harvey                               | Elenco recorrente (temporada 1); Elenco principal (temporada 2) |
| 2022      | Primal                                 | Charles Darwin, Stevens (voz)            | Episódio: "The Primal Theory"                                   |
| 2023      | The Last Kingdom: Seven Kings Must Die | Osbert                                   | Filme                                                           |
| 2023      | Unicorn: Warriors Eternal              | Eldred (encarnação anterior) (voz)       | Episódio: "The Awakening"                                       |

## Audiodramas deDoctor Who
- Doctor Who: As Crônicas do Décimo Doutor (2018) (coestrelado por Jacqueline King, Michelle Ryan, Jon Culshaw e Arinzé Kene)
- Doctor Who: As Crônicas do Décimo primeiro Doutor (2018) (co-estrelado por Danny Horn, Simon Fisher-Becker, Nathalie Buscombe e Eleanor Crooks)
- Doctor Who: As Crônicas do Décimo segundo Doutor (2020) (coestrelado por Samuel Anderson, Ingrid Oliver, Emily Redpath e Mandi Symonds)